# 冒険 (映画)
『冒険』（ぼうけん、原題: Adventure）は、1945年に製作・公開されたアメリカ映画である。クライド・ブライオン・デイヴィスの小説の映画化であり、ヴィクター・フレミングが監督を務めた。クラーク・ゲーブルの復員第1作として、「Gable's Back ! And Garson's Got Him !」（ゲーブルが帰ってきて、グリア・ガースンがゲーブルを得る）と宣伝された。ゲーブルとガースンは本作が唯一の共演となっている。

## キャスト
※括弧内は日本語吹替（初回放送1967年5月21日『日曜洋画劇場』）
- ハリー・パターソン：クラーク・ゲーブル（納谷悟朗）
- エミリー・シアーズ：グリア・ガースン（浦川麗子）
- ヘレン・メロン：ジョーン・ブロンデル（小原乃梨子）
- マッジン：トーマス・ミッチェル

## スタッフ
- 監督：ヴィクター・フレミング
- 製作：サム・ジンバリスト
- 脚本：フレデリック・ヘイズリット・ブレナン、ヴィンセント・ローレンス
- 音楽：ハーバート・ストサート
- 撮影：ジョセフ・ルッテンバーグ
- 編集：フランク・サリヴァン
- 美術：セドリック・ギボンズ、ユーリー・マックレアリー
- 装置：エドウィン・B・ウィリス
- 衣裳：アイリーン、マリオン・ハーウッド・キース
- 録音：ダグラス・シアラー